# 타이베이 충칭 국민중학교
타이베이 충칭 국민중학교(臺北市立重慶國民中學)는 중화민국 타이베이의 공립 중학교이다. 1958년에 중화민국 타이완 타이베이에서 첫 개교되었다.